# Carlos Kirmayr
Carlos Kirmayr (San Paolo, 23 settembre 1950) è un ex tennista brasiliano.

## Carriera
In carriera ha vinto 10 titoli di doppio, di cui 4 con il connazionale Cássio Motta. Nei tornei del Grande Slam ha ottenuto il suo miglior risultato raggiungendo i quarti di finale di doppio all'Open di Francia nel 1983.
In Coppa Davis ha disputato 56 partite, vincendone 34 e perdendone 22. Per la sua costanza nel rappresentare il proprio paese nella competizione è stato insignito del Commitment Award.

## Statistiche

### Doppio

#### Vittorie (10)
| Numero | Anno | Torneo                                                 | Superficie  | Compagno          | Avversari in finale               | Punteggio     |
| 1.     | 1976 | ATP Madrid, Madrid                                     | Terra rossa | Eduardo Mandarino | John Andrews Colin Dibley         | 7-6, 4-6, 8-6 |
| 2.     | 1976 | ATP Firenze, Firenze                                   | Terra rossa | Colin Dibley      | Peter Szoke Balázs Taróczy        | 5-7, 7-5, 7-5 |
| 3.     | 1976 | ATP Buenos Aires, Buenos Aires                         | Terra rossa | Tito Vázquez      | Ricardo Cano Belus Prajoux        | 6–4, 7–5      |
| 4.     | 1979 | Berlin Open, Berlino                                   | Terra rossa | Ivan Lendl        | Jorge Andrew Stanislav Birner     | 6-2, 6-1      |
| 5.     | 1979 | Madrid Tennis Grand Prix, Madrid                       | Terra rossa | Cássio Motta      | Robin Drysdale John Feaver        | 7-6, 6-4      |
| 6.     | 1980 | International Tennis Championships of Colombia, Bogotà | Terra rossa | Álvaro Fillol     | Andrés Gómez Ricardo Ycaza        | 6–4, 6–3      |
| 7.     | 1982 | ATP Venezia, Venezia                                   | Terra rossa | Cássio Motta      | José Luis Clerc Ilie Năstase      | 6–4, 6–2      |
| 8.     | 1982 | Cologne Grand Prix, Colonia                            | Cemento     | José Luis Damiani | Hans-Dieter Beutel Christoph Zipf | 6–2, 3–6, 7–5 |
| 9.     | 1982 | ATP San Paolo, San Paolo                               | Terra rossa | Cássio Motta      | Peter McNamara Ferdi Taygan       | 6-3, 6-1      |
| 10.    | 1983 | Lisbon Open, Lisbona                                   | Terra rossa | Cássio Motta      | Pavel Složil Ferdi Taygan         | 7-5, 6-4      |